# 2089 Cetacea
2089 Cetacea је астероид главног астероидног појаса чија средња удаљеност од Сунца износи 2,534 астрономских јединица (АЈ).
Апсолутна магнитуда астероида је 10,98.